# نوفو غاما
نوفو غاما هي بلدية في البرازيل، تتبع غوياس، بلغ عدد سكانها 95٬018  نسمة، في 2010، تبلغ مساحتها 194 كيلومتر مربع.

## الموقع
تشترك في الحدود مع:
- Santo Antônio do Descoberto [الإنجليزية]‏.